# دموم

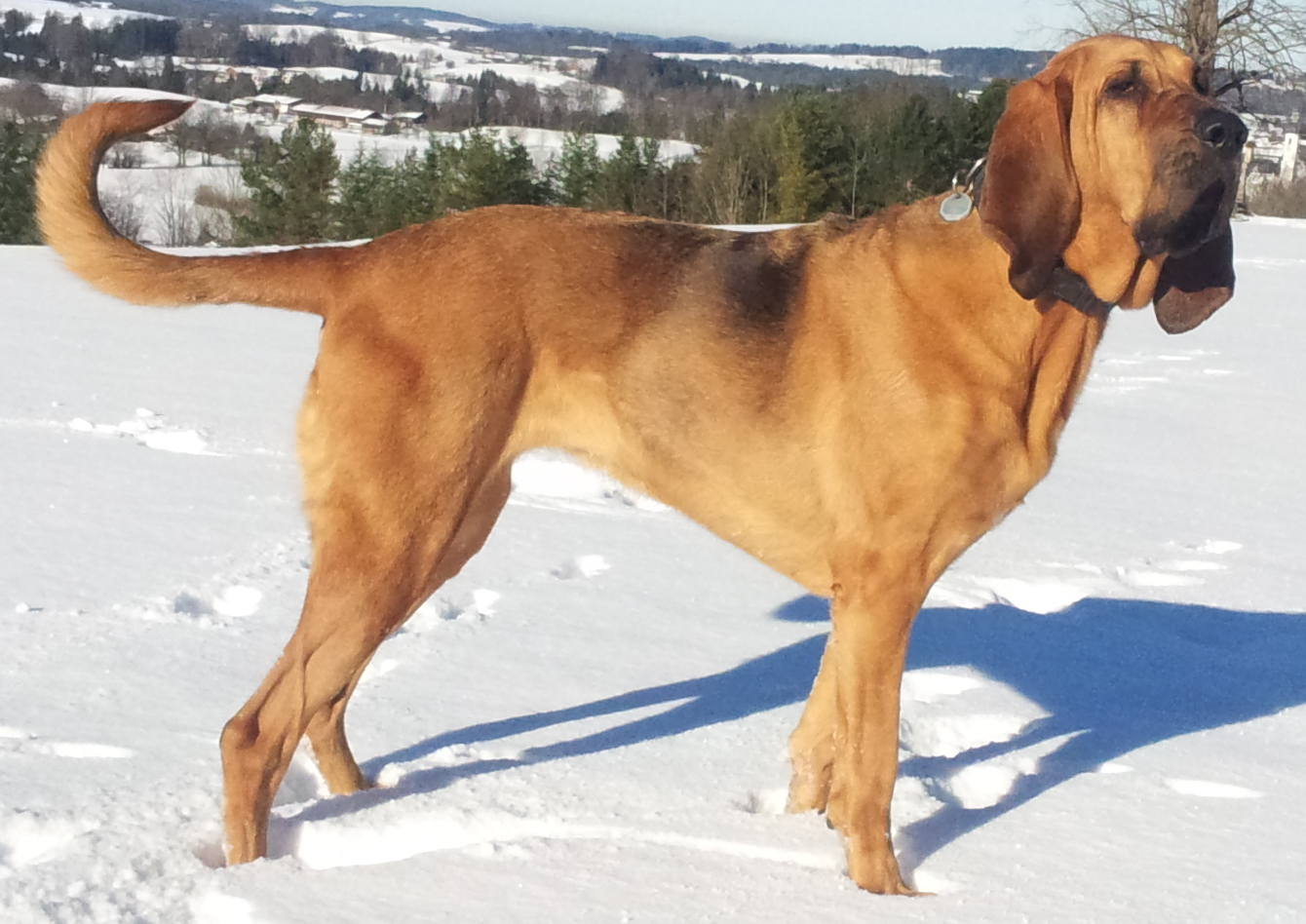
دموم.

الدَمُوْم هو كلب شَمّام ‏ كبير، يربى في الأصل لصيد الغزلان والخنازير البرية، ومنذ العصور الوسطى، صار يستخدم لتتبع الهاربين من العدالة. يُعتقد أنه ينحدر من كلاب الصيد المحفوظة في دير سانت هوبرت في بلجيكا، وهو معروف للمتحدثين بالفرنسية باسم كلب سانت هوبرت.
تشتهر هذه السلالة بقدرتها على تمييز رائحة الإنسان لمسافات طويلة، حتى بعد أيام. يتم الجمع بين حاسة الشم الشديدة للغاية مع غريزة التتبع القوية والعنيدة، مما ينتج عنه الكلب الشمّام المثالي، ويستخدم من قبل الشرطة في جميع أنحاء العالم لتتبع السجناء الهاربين والأشخاص المفقودين والحيوانات الأليفة المفقودة.

## روابط خارجية
- "Training Bloodhounds for Police Work". Popular Science, June 1942, pp. 117–119.
- Dalziel, Hugh: British Dogs 1879
- دموم على مشروع الدليل المفتوح